# Clathrina clathrus
Clathrina clathrus is een sponssoort in de taxonomische indeling van de kalksponzen (Calcarea). De spons behoort tot het geslacht Clathrina en behoort tot de familie Clathrinidae. De wetenschappelijke naam van de soort werd voor het eerst geldig gepubliceerd in 1864 door Schmidt.

## Beschrijving
Deze gele (soms witte) kalkspons, tot 10 cm in diameter, lijkt op afstand meestal kussenvormig (zijn naaste verwant Clathrina coriacea ziet er normaal gesproken platter uit). Van dichtbij is te zien dat de spons 
bestaat uit een wirwar van buizen van calciumcarbonaat met een diameter tussen 0,5 en 3 mm en onderling verbonden in een zeer dicht netwerk (deze buisjes zijn dikker en minder hecht dan bij C. coriacea en er is geen osculum zoals bij die soort). Net als C. coriacea zijn de spicules uitsluitend driepuntige triactines.

## Verspreiding
Dit is een ondiep watersoort die voorkomt in de Middellandse Zee en aan noordwestelijke Atlantische Oceaan van de Canarische Eilanden tot de Britse Eilanden.